# 페기 스튜어트

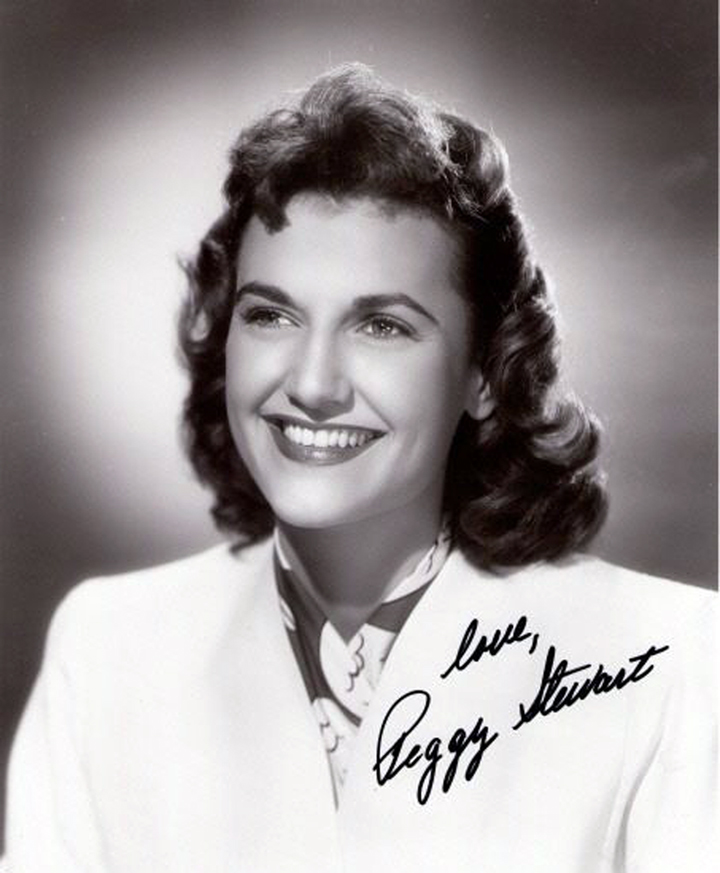

페기 스튜어트(Peggy O'Rourke, 1923년 6월 5일 ~ 2019년 5월 29일)는 미국의 텔레비전 배우, 영화배우, 배우이다.
웨스트팜비치에서 태어났으며 로스앤젤레스군에서 사망하였다.

## 영화
- 댓츠 마이 보이 (2012년)
- 런어웨이즈 (2010년)
- 더 오피스 1 (2005년)
- 비욘드 이블 (1980년)
- 더 폴 오브 더 하우스 오브 어셔 (1979년)
- 바비 조 앤 더 아웃로 (1976년)
- 119 구조대 (1972년)
- 서부로 가는 길 (1967년)
- 서부의 파라딘 (1957년)
- 딜론 보안관 (1955년)
- 조로의 아들 (1947년)
- 댓 서튼 에이지 (1938년)